# Скулский, Леопольд
Скулский, Леопольд (пол. Leopold Skulski; 15 ноября 1877, Замосць, Австро-Венгрия — 1940?, вероятно, Брест, Союз Советских Социалистических Республик) — польский государственный и политический деятель, химик, фармацевт, премьер-министр Польши в 1920—1921 годах, бургомистр Лодзи в 1917—1919.

## Биография
Был сыном магистратского чиновника. Мать Скулского принадлежала к шляхетскому гербу Лелива. Будучи ещё гимназистом, Леопольд начал трудиться в одной из аптек. В 1899 году он перебрался в Варшаву и окончил фармацевтические курсы при Варшавском Императорском Университете. Позже изучал химию в Высшей технической школе в Карлсруэ, был членом польских студенческих организаций. Завершив своё образование, проживал в Варшаве и Лодзи, работал фармацевтом, позже став владельцем двух аптек и небольшого завода по производству крахмала. В те же годы участвовал в организации физкультурной организации «Сокол», занимался общественной деятельностью, а в годы Первой мировой войны стал членом тайной политической организации «Народная Лига», выступавшей за обретение Польшей независимости. Параллельно, пользуясь популярностью у местной общественности, смог стать бургомистром Лодзи. После обретения Польшей независимости был также делегирован в Конституционный Сейм, работавший в 1919—1922 гг. Заняв пост премьер-министра, занимался в основном социальными вопросами. В 1925—1928 годах Скулский был членом Государственного трибунала. Подав в отставку, занимался предпринимательской деятельностью.
Был Папским камергером и кавалером Мальтийского ордена.

## Вероятная гибель
После нападения немцев на Польшу перебрался в Пинск, однако вскоре оказался уже в зоне советской оккупации. В конце 1939 года был арестован НКВД. По некоторым данным, расстрелян в 1940 году в Минске или Куропатах. Однако же, по свидетельству некоторых его родственников, Скулский мог быть жив в 1947 или даже 1958 году, и даже работал в одной из химических лабораторий в Ухте..

## Семья
Леопольд Скулский был женат дважды: на сестрах Амелии, а затем Янине Понговских. Усыновил двух детей второй жены от первого брака — Ханну (р. 1914) и Станислава (р. 1918), польского офицера, а позднее профессора химии в Канаде.